# Алексеевское (Антроповский район)
Алексеевское — опустевшая деревня в Антроповском муниципальном районе Костромской области. Входит в состав Котельниковского сельского поселения

## География
Находится в центральной части Костромской области на расстоянии приблизительно 31 км на юг по прямой от поселка Антропово, административного центра района.

## История
В XIX — начале XX века деревня входила в состав Макарьевского уезда Костромской губернии. В 1872 году здесь был учтен 1 двор, в 1907 году —3.

## Население
Постоянное население составляло 3 человека (1872 год), 14 (1897), 17 (1907), 0 как в 2002 году, так и в 2022.